# تل جاوه
تل جاوه موقع أثري وتاريخي في الأردن الوسطی.
تكثف الحفريات الاثرية والابحاث أن يرجع تاريخ الموقع الی ملكية العمونيين في العصر الحديدي. ويوجد أيضًا بيت فيه طابقين يرجع تاريخه الی العصر الإسلامي المبكرة. ووجوده يسلط الضوء علی الانتقال من المسيحية الی الإسلامية في وسط شرق الأردن خلال القرن السابع والقرن الثامن الميلادي. وفي اللحظة الحالية، تل جوا هو تل، أو جبل من الآثارات، وتحته سهول مادبا. وبين السكان الاصليين، ليست معروفة الاسم الاصلي للموقع.

## الموقع
يصل ارتفاع تل جوا الی 928 مترًا أو 3,045 قدمًا فوق سطح البحر، قريب من مدينة ربوث-عمّان، عاصمة البلد في العصر الحديدي. تقع المدينة شمال غرب مدينة جاوه، علی بعد 10.9 كيلومتر (6.8 ميل) جنوب مدينة عمّان الحديثة.

## التاريخ
تل جاوه كان معروفًا للمسافرين وللمستكشفين في القرن التاسع عشر. نفّذ المستكشف نيلسون جلوك المسح الميداني الاثري الأول علی الموقع في عام 1933 وحفريات حديثة منذ عام 1989. ليس هناك بحث معروف يجري في الموقع بين فترة جلوك وبداية الحفريات الحديثة. كان يجري العلماء في تل جاوه 6 مواسم من الحفريات والابحاث. قبل 1992 كانت معروفة ك«مشروع سهول مادبا.» وبعد 1992، كانت معروفةً ك«مشروع تل جاوه الحفري.» لورانس تي جراتي، مدير مشروع سهول مادبا، كان رئيس الحفريات من 1989 الی 1991. كانت ميشيل دافيو الرئيسة من 1992 الی 1995.
الموجودات الأثرية في الموقع تضم التحف والعمارات وترجع تاريخها من العصر الحديدي (1100–600 .B.C.E)، وتكشف معلومات كبيرة عن مكلية عمون. تتم تستخدم دائرة الآثار الأردنية للمتحف الوطني في عمان بعض التحف الموجودة علی الموقع التاريخي. التحف المتبقية في جامعة ويلفريد لورييه في كندا وأيضًا في التخزين في المركز الأمريكي للأبحاث الشرقية في عمّان.
كانت تكشف الابحاث الأثرية أن الموقع «تل جاوه» كان معاد إسكانها، خلال الانتقال من العصر البيزنطي والعصر الأموي، حوالي 1200 سنةً بعد تدمير البلدة في العصر الحديدي.

## الموجودات الأثرية
حسب الحفريات والابحاث الأثرية خلال الاعوام 1989 و1991 و1992-1995، هناك استيطانات من العصر الحديدي، ويرجع تاريخها الی 600 - 1100 ق.م. ترجع تاريخ أقدم الاستيطانات في الموقع الی المرحلة الاولی للعصر الحديدي (900 - 1100 ق.م.). وبعد تدمير هذا القرية، كانت تكشف الحفريات أن يوجد بوابة وجدران حتی حماية التل يرجع تاريخها الی المرحلة الثانية للعصر الحديدي. يرجع تاريخ أغلبية الفخار ومادة السراميك الموجيدة في الموقع الی المرحلة الثانية أيضًا، وبسبب ذلك، نفهم أن الموقع مرتبط مع المدن السكنية في نفس العصر. الموجودات في الحفريات تضم تحف الحياة اليومية؛ مثلا، القوارير والجرار والادوات الحجرية والمجوهرات والعملات المعدنية والأختام وحتى الأصداف البحرية.
بسبب وجود قطعات من الفخار من العصر البيزنطي، كان موجود استيطان في الموقع حتی في العصور القديمة المتأخرة. تم يستخدم واحد من البيوت وعندها طبقين، يسمّي «بناية 600،» في العصور الإسلامية المبكرة، وكان يتخلّي بعد وقت قليل. تضم التحف والابعاد الأثرية الموجودة قريب من البناية الفخار والزجاج ودفينة صغيرة من العملات المعدنية وبعض الفسيفساء ومصابيح مصنيعة من القوالب. تساهم الابحاث عن البناية والثقافة المادية في محيطها بتفاهم وبمعرفة الحياة اليومية في القری أثناء وبعد الفتحيات الإسلامية في مركز شرق الأردن، بالإضافة الی الانتقال المسيحي-الإسلامي ومجمل القرنين السابع والثامن الميلادية.
يرجع تاريخ قمة استخدام تل جواه الی فترة الامبراطورية الآشورية، حسب الدليل المتقدم في الموقع، مقارنةً بالدليل الآخر.